# Liste der Botschafter der Vereinigten Staaten in Äquatorialguinea

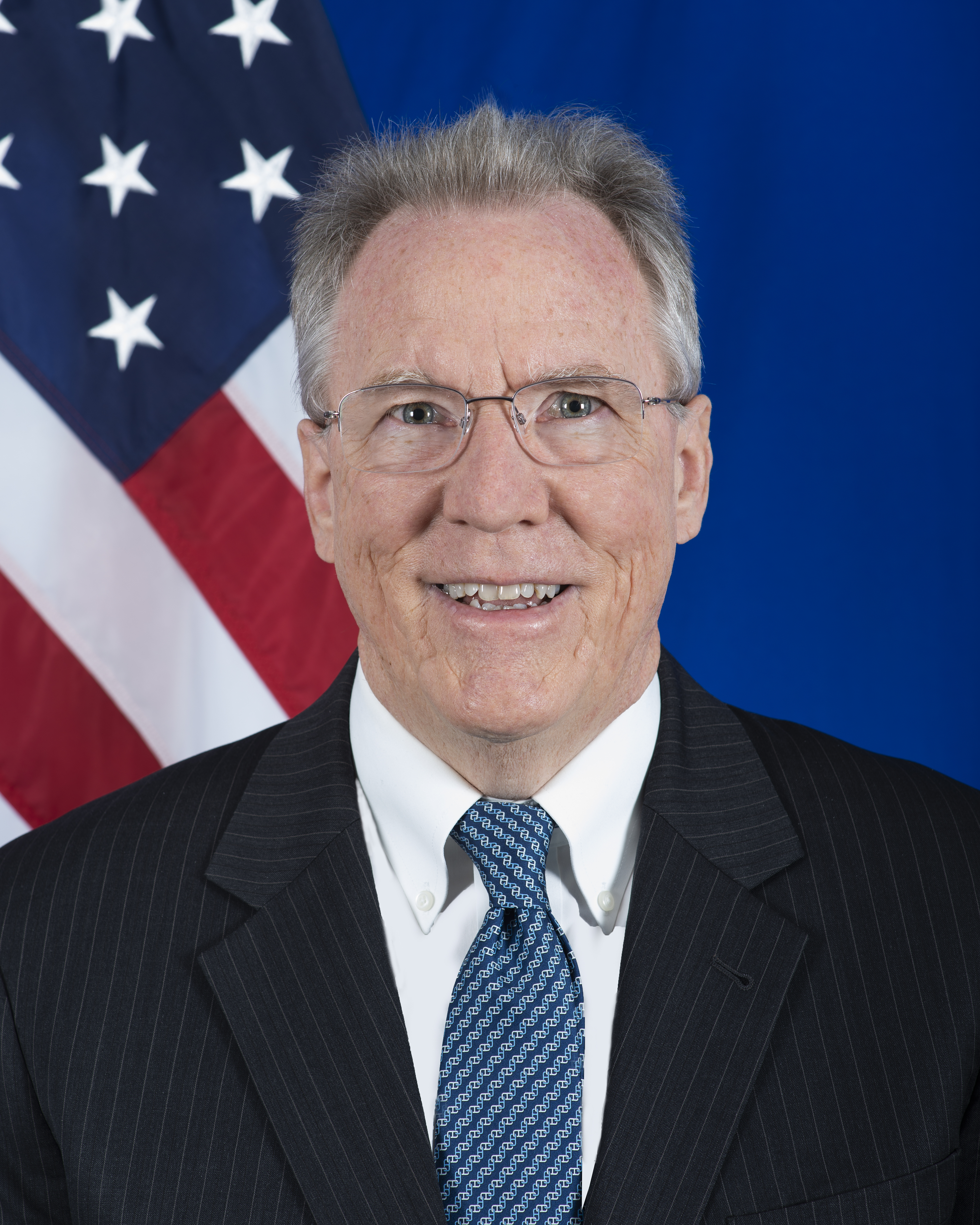
David R. Gilmour, derzeitiger Botschafter

Der Botschafter der Vereinigten Staaten von Amerika in Äquatorialguinea ist der bevollmächtigte Botschafter der Vereinigten Staaten von Amerika in Äquatorialguinea. Diplomatische Beziehungen waren zwischen 1976 und 1979 unterbrochen, nachdem der Botschafter der Vereinigten Staaten aus dem Land verwiesen wurde.

## Botschafter
| Amtszeit  | Name                      | Bemerkungen |
| --------- | ------------------------- | --- |
| 1968–1969 | Albert William Sherer Jr. | Zeitgleich akkreditiert in Togo, stationiert in Lome                                                           |
| 1970–1972 | Roscoe Lewis Hoffacker    | Zeitgleich akkreditiert in Kamerun, stationiert in Yaounde                                                     |
| 1973–1975 | Charles Robert Moore      | Zeitgleich akkreditiert in Kamerun, stationiert in Yaounde                                                     |
| 1975–1976 | Herbert John Spiro        | Zeitgleich akkreditiert in Kamerun, stationiert in Yaounde. Von Äquatorialguinea zur Persona non grata erklärt |
| 1979–1980 | Mabel Murphy Smythe       | Seit 1977 akkreditiert in Kamerun, stationiert in Yaounde                                                      |
| 1980–1981 | Hume Alexander Horan      | 1980–1983 akkreditiert in Kamerun, stationiert in Yaounde                                                      |
| 1981–1984 | Alan M. Hardy             | |
| 1985–1988 | Francis Stephen Ruddy     | |
| 1988–1991 | Chester Edward Norris Jr. | |
| 1991–1994 | John E. Bennett           | |
| 1996–1998 | Charles H. Twining Jr.    | Zeitgleich akkreditiert in Kamerun, stationiert in Yaounde                                                     |
| 1999–2001 | John Melvin Yates         | Zeitgleich akkreditiert in Kamerun, stationiert in Yaounde                                                     |
| 2002–2004 | George McDade Staples     | Zeitgleich akkreditiert in Kamerun, stationiert in Yaounde                                                     |
| 2004–2006 | R. Niels Marquardt        | 2004–2007 akkreditiert in Kamerun, stationiert in Yaounde                                                      |
| 2006–2008 | Donald C. Johnson         | |
| 2010–2012 | Alberto M. Fernandez      | |
| 2012–2015 | Mark L. Asquino           | |
| 2016–2019 | Julia Ann Furuta-Toy      | |
| 2019–2022 | Susan N. Stevenson        | |
| 2022–     | David R. Gilmour          | |